# Championnat d'Europe masculin de rink hockey 1937
Navigation
Championnat d'Europe masculin 1936 Championnat d'Europe masculin 1938
Le Championnat d'Europe de rink hockey masculin 1937 est la 10e édition de la compétition organisée par le Comité européen de rink hockey et réunissant les meilleures nations européennes. Cette édition a lieu à Herne Bay, en Angleterre.
L'équipe d'Angleterre remporte pour la dixième fois consécutive le titre européen de rink hockey.

## Participants
Sept équipes prennent part à cette compétition.
- Allemagne
- Angleterre
- Belgique
- France
- Italie
- Portugal : Vitor Lemos (entraineur), António Adão, Olivério Serpa, Leonel Costa, Sidónio Serpa, Fernando Amaral Adrião et José Prazeres[1].
- Suisse

## Résultats
| Rang | Équipe     | Pts | J | G | N | P | Bp | Bc | Diff |  | Résultats  |  |      |     |     |     |     |     |
| ---- | ---------- | --- | - | - | - | - | -- | -- | ---- |  | ---------- |  | ---- | --- | --- | --- | --- | --- |
| 1    | Angleterre | 12  | 6 | 6 | 0 | 0 | 37 | 10 | +27  |  | Angleterre |  | 10-2 | 3-1 | 4-3 | 6-1 | 5-2 | 9-1 |
| 2    | Suisse     | 8   | 6 | 3 | 2 | 1 | 15 | 19 | -4   |  | Suisse     |  |      | 1-1 | 2-2 | 2-1 | 4-3 | 4-2 |
| 3    | Portugal   | 7   | 6 | 3 | 1 | 2 | 11 | 9  | +2   |  | Portugal   |  |      |     | 3-4 | 1-0 | 3-1 | 2-0 |
| 4    | Italie     | 7   | 6 | 3 | 1 | 2 | 20 | 20 | 0    |  | Italie     |  |      |     |     | 4-6 | 4-3 | 3-2 |
| 5    | Belgique   | 6   | 6 | 3 | 0 | 3 | 14 | 17 | -3   |  | Belgique   |  |      |     |     |     | 3-2 | 3-2 |
| 6    | Allemagne  | 2   | 6 | 1 | 0 | 5 | 18 | 25 | -7   |  | Allemagne  |  |      |     |     |     |     | 7-6 |
| 7    | France     | 0   | 6 | 0 | 0 | 6 | 13 | 28 | -15  |  | France     |  |      |     |     |     |     |     |